# 빅토르 발데스
빅토르 발데스 아리바스(스페인어: Víctor Valdés Arribas, 1982년 1월 14일, 스페인 루스피탈레트데류브레가트 ~ )는 스페인의 축구 선수, 축구 감독이다.

## 상세
2008-2010 두 시즌 연속해서 리그에서 가장 적은 골을 실점하며 사모라 상을 수상하였고, 2010년 생애 처음으로 스페인 월드컵 대표팀에 서드 골키퍼로서 합루하게 되었다. 그리고 2010년 6월 3일, 오스트리아에서 열린 대한민국과의 월드컵 평가전에서 후반 교체 투입되어 대표팀 데뷔 경기를 치렀다.
2008-09시즌 팀의 트레블을 이끈 직후 FC 바르셀로나와 재계약하였다.
발데스는 27일(한국시간) 스페인 바르셀로나의 캄프 누에서 열린 2013-14시즌 스페인 프리메라리가 30라운드 셀타 비고와의 경기에서 전반 24분 프리킥을 막는 과정에서 부상을 입고 호세 마누엘 핀토와 교체됐다.
발데스는 성공적으로 무릎 수술을 마쳤으나 7개월 간의 회복 및 재활 기간이 필요한 상태여서 바르셀로나에서의 마지막 시즌이 유력한 이번 시즌을 마치지 못한 채 시즌을 마감하였으며, 2014년 6월에 열릴 2014 브라질 월드컵에 출전하지 못했고, 그의 자리를 데 헤아가 대신 국가대표 엔트리에 발탁되었다.
시즌 종료 후, 바르셀로나와 결별하였고, 한 동안 소속팀을 찾지 못하여 무적 선수로 전락하다가, 11년 전, 바르셀로나에서 본인을 지도하였던 은사 판 할 감독의 부름을 받고 맨체스터에서 재활과 훈련을 병행하던 중, 2015년 1월 9일에 맨유와 18개월 계약을 체결하고 공식 입단하였다. 등번호는 32번을 받았다.
맨유 입단 이후, 발데스는 다비드 데 헤아에게 밀려 출전하지 못하고, 서브 멤버로 전락하다가, 5월 18일(한국시각)에 있었던 아스널과의 37라운드 경기에서 후반 28분 햄스트링 부상을 당한 데 헤아를 대신하여 교체로 출전, 본인의 EPL 데뷔전을 가졌다. 그러나 팀은 전반에 터진 안데르 에레라의 선제골을 지키며 앞서갔으나, 후반 37분, 타일러 블랙켓의 자책골로 인하여 1-1 무승부를 거두어 리그 4위를 기록, 챔피언스리그 본선 자동 진출에 실패해 플레이오프로 떨어졌다.
5월 24일(한국시각)에 열린 리그 최종전 경기에서는 부상으로 결장한 데 헤아 대신 출전하였다. 팀은 0-0 무승부를 거두어 리그 4위를 기록하여 시즌을 마감하였다.
2015-16 시즌 전, 2군 훈련에 참가하라는 판 할 감독의 지시를 거부하여 항명하는 사태가 벌어졌고, 결국 맨유 엔트리에서 완전히 제외되어 한 경기도 뛰지 못했다. 결국 1월 이적시장에 스탕다르 리에주로 임대 이적하여 남은 시즌을 보냈지만 2016년 4월 30일에 임대 계약이 조기 해지되어 팀을 떠났다.
그 이후, 맨유에 복귀했지만 무리뉴 감독의 체제에서 완전히 배제되어 15-16 시즌을 끝으로 맨유와 결별하여 팀을 떠났으며, 2016년 7월 8일(한국시각)에 최근 7년 만에 프리미어리그로 승격한 미들즈브러로 이적하였다. 그 후, 미들즈브러와 결별하여 데포르티보 라 코루냐와 스포르팅 리스본 등에서 러브콜을 받았지만 모두 거절하였고, 2017년 8월 17일(한국시각)에 현역 은퇴를 선언하였다.